# Yalahau
Yalahau es el nombre de un cuerpo de agua que separa la isla Holbox de la masa continental de México, también se le llama en ocasiones Laguna de Conil. 
La laguna está localizada entre los paralelos 21° 26' y 21° 36' de latitud y los 87° 08' y 87° 29' de longitud oeste, se ubica en el extremo nororiental de la península de Yucatán; tiene ca. 20 kilómetros a lo largo y unos 5 kilómetros de ancho. Tiene comunicación con el mar localizada en su parte occidental, a través de una entrada muy ancha (casi de 7 kilómetros de largo), por su lado nororiental también se comunica con el mar pero a través de un canal somero, no muy ancho y que no es permanente.
Las aguas de esta laguna son predominantemente saladas y ricas en nutrientes (zooplancton y fitoplancton) ya que casi las mismas especies de peces se pueden capturar en la costa norte de Holbox que en la costa sur (la que da a la laguna), por ejemplo corvina pinta, robalo y mero. La laguna sirve de refugio y lugar de alimentación a diversos animales marinos que se internan en ella, como es el caso de pequeñas manadas de delfines, que según los lugareños acostumbran aparearse en esta zona, por lo que es común verlos dando saltos y evoluciones fuera del agua.
Esta laguna no recibe descargas fluviales tradicionales ya que en la península de Yucatán no existen ríos superficiales; el aporte hídrico se hace por medio de la desembocadura en la laguna de los ríos subterráneos que acarrean agua dulce para mezclarse con la salada proveniente del mar.
Es importante no confundir esta laguna con un pequeño manantial ubicado en la ribera continental de la laguna que también es nombrado localmente como Yalahau.
Sus poblaciones ribereñas más importantes son Holbox y Chiquilá, existiendo transbordadores que conectan ambos núcleos urbanos, haciéndose el recorrido en aproximadamente 20 minutos.

## Historia
Después de varios intentos frustrados de poblar Cabo Catoche y activar la economía de la región, en 1821 el gobernador de la época, mariscal Juan María Echeverri y Manrique de Lara, consideró la posibilidad de solucionar el problema de la salida de los productos agrícolas de la región de Valladolid mediante la creación de un puerto en las costas más cercanas de aquella población. Buscaba también acabar con las osadías de los piratas que ya se habían apoderado de diversos puntos en las costas cercanas.
Echeverría señalaba en la justificación para la elección de un nuevo poblado, la imposibilidad de armar buques que protegieran el comercio en altamar, la falta de puertos abrigados y de buen fondeadero en las costas de la provincia, privándola de la concurrencia de buques mercantes y el constante ataque de los corsarios; fue entonces que determinó poblar en Cabo Catoche y en el punto llamado Yalahau (donde se encuentra el manantial) un nuevo puerto que llamarían Nuevo Málaga, el único en la zona que tenía toda la seguridad necesaria contra vientos y enemigos.
El poblado fue fundado por el catalán Miguel Molas , aunque esta información hay que tomarla con cierta reserva ya que más bien pudo ser el primer comandante militar del puerto, destinado a “ahuyentar piratas”.
A finales de la primera mitad del siglo XIX, Yalahau era uno de los centros productores de materias primas (Palo de tinte y agrícolas) en la península y desde sus costas zarpaban hacia Sisal y otros puertos.

## Piratas
Un aspecto de importancia para conocer mejor una fracción de la economía del sitio es el hecho de que a la par de las actividades licitas propias del puerto, algunos de sus habitantes –entre ellos el propio comandante militar – decidieron dedicarse a la introducción de géneros extranjeros de manera clandestina y, aún más, aliarse con los piratas y darles morada en el propio poblado. De tal forma sucedió con el español Juan Bautista Borja, quien “por dar alojamiento al pirata Juanillo y secuaces” fue juzgado en octubre de 1829.
Esta zona peninsular es rica en historias de piratas y contrabandistas, designaciones que incluso en la documentación se traslapan para señalar a los extranjeros o nacionales enemigos de la corona española o del México independiente, que por sus acciones de contrabando pasaron a ser trasgresor(es) de las leyes.
Un ejemplo de ellos fue Miguel Molas quien en entre 1810 y 1814 se desempeñaba como vigía y funcionario aduanal en El Cuyo, cerca de Río Lagartos, en Yucatán, cargo al cual renunció. Había tenido a su cargo también la recaudación de fondos para la reconstrucción de Yalahau que hasta ese entonces se llamó Nueva Málaga. Se le acusó de haberse apropiado los fondos que recaudó y de coludirse con piratas para beneficio de su propio caudal. Estuvo incluso preso por estos y otros cargos
Miguel Molas, también fue acusado de piratería y de conducir negocios con bucaneros famosos como los hermanos Lafitte, uno de los cuales murió a consecuencia de las heridas que sufrió durante una pelea con Molas.
Al parecer Molas vivió una vida de aventurero y mucho de su biografía está rodeada por la leyenda, la especulación y las conjeturas. La península de Yucatán, durante los siglos XVII, XVIII y principios del XIX, es rica en historias de piratas, de traficantes de mercancías y de personas, muchas veces relacionadas con los bucaneros, corsarios y contrabandistas a los que, al igual que a los piratas, se los consideró como transgresores de la ley.
Miguel Molas fue un contrabandista que ha pasado a la historia como “el pirata Molas”, designación con la que es más conocido en las costas de Yucatán.
Se cuenta que escapó de la cárcel de Mérida y se fue a refugiar a la isla de Cozumel, al rancho San Miguel, que había sido la antigua guarida de Lafitte. En ese lugar vivió con su mujer y sus hijos durante varios años hasta que el gobierno de Yucatán pareció olvidar las querellas que había en su contra. Regresó después a tierra firme instalándose en el rancho Tancah que fue su refugio final. Murió en las cercanías de ese paraje regresando de un viaje que emprendió a la población de Chemax. Su cadáver quedó en el camino y el indígena que lo acompañaba llegó hasta su rancho para dar aviso a la familia. Los hijos intentaron recuperar sus despojos, pero al trasladarlo por agua en una canoa, esta naufragó como consecuencia de una tormenta, perdiéndose el cuerpo de Molas en las aguas del Caribe mexicano.
Hoy en día sin vestigio alguno que nos hable de su pasado, Nueva Málaga y sus historias no se encuentran registradas en la memoria de los habitantes de la región; únicamente la voz de algunos ancianos hace referencia a Yalahau como poblado que alguna vez existió en ese punto de la costa.
En la actualidad el sitio sirve de lugar de esparcimiento para algunos visitantes que llegan por mar a disfrutar del ojo de agua ahí localizado, sin saber que cruzando el atracadero, los espera la historia intangible de la Nueva Málaga ahora Yalahau.

## Datos de interés
Después del movimiento independentista a raíz de la conformación del congreso constituyente del estado de Yucatán en 1823, el puerto pasó a denominarse Yalahau sustituyendo el nombre anterior.
Hay quienes afirman que Nueva Málaga tuvo una efímera vida de tres años como puerto menor, desde 1821 hasta 1824 cuando se convirtió en vigía.
Un punto de importancia en la historia militar de la región es el hecho de que Nueva Málaga haya sido el último sitio fortificado de Yucatán  colonial.

## Leyendas

### El rey maya
"Se cuenta que Yalahau era un sitio usado como un lugar de diversión por los antiguos mayas. Esto fue hasta que un día un rey maya cerró el lugar para el uso al público. Y dice la leyenda de que el rey convirtió Yalahau en un lugar de descanso privado donde solo sus esposas podían nadar. El rey mandó construir jardines y fuentes preciosos alrededor del nacimiento de agua, donde construyó una piscina real decorada con jade precioso en el fondo de la misma".

### Se movieron a otro planeta
Cuando llegaron los españoles se quedaron muy sorprendidos al ver tanta belleza y abundancia en la isla. Aunque los mayas vivieron en Holbox (una leyenda dice que se movieron a otro planeta), el lugar se quedó intacto.

### El tesoro del pirata
"El pirata Molas utilizó Yalahau como su refugio. Él vivió en Yalahau por casi 40 años y robó cualquier galeón que aventurara el agua. Una leyenda dice que los piratas hicieron que un esclavo le ayudara a ocultar su tesoro, después cortó la cabeza del esclavo y la enterró junto con el botín. Tiempo después, el esqueleto del pirata fue encontrado, al parecer muerto de una mordedura venenosa de la serpiente. El "barba amarilla" murió sin decir donde ocultó el tesoro y muchos de los habitantes de Holbox dicen que en noches oscuras, cuando el viento sopla del oeste, se puede ver la cabeza del esclavo que susurra sobre el tesoro enterrado del pirata".
Otra leyenda dice que el pirata Molas había rodeado Yalahau con piedras de jadeíta y que en esa fuente de juventud le gustaba sumergirse junto con sus concubinas.